# 김기현 (1989년)
김기현(金起賢, 1989년 4월 3일 ~ )은 전 KBO 리그 한화 이글스의 투수이다.

## 아마추어 시절
신일고 시절, 나름 투수와 4번 타자로 활약했으나 졸업 당시 프로 지명을 받지 못하였고 이후 원광대학교로 진학하였다. 원광대 졸업 후 다시 프로에 도전하였지만 또 다시 실패하였다.

## NC 다이노스시절
2012년 NC 다이노스에 육성선수로 입단하여 별다른 활약을 보여주지 못하고 시즌 종료 후 방출당하였다. 방출 후 2013년에는 사회인 야구의 투수코치로 생계를 이어나갔을 뿐 이렇다 할 활동을 하지 못하고 그대로 야구인생을 접을 위기에 처하였다가, 그 해 가을 한화 이글스 입단 테스트에 응시하여 신고선수로 입단하였다.

## 한화 이글스시절
2014년 롯데 자이언츠전에 등판하였지만 1패를 기록하고 2군으로 내려갔다. 2015년 1군 라인업에 등록되었고, 고된 훈련을 거치고 수많은 교정을 받은 끝에 팀의 훌륭한 원포인트로 활약했다.

## 경찰 야구단시절
2016년에 입단하였다.

## 한화 이글스복귀
2017년에 복귀하였다.

## 출신 학교
- 쌍문초등학교
- 신일중학교
- 신일고등학교
- 원광대학교

## 참조
1. ↑  “NC 다이노스 선수단 정보”. 2015년 7월 11일에 원본 문서에서 보존된 문서. 2011년 12월 17일에 확인함.